# Hermann Arnold (Ministerialbeamter)
Hermann Arnold (* 24. März 1907; † 22. Juli 1963) war ein deutscher Ministerialbeamter.

## Leben und Tätigkeit
Nach dem Ende des Zweiten Weltkrieges trat Hermann Arnold in den Staatsdienst beim Wirtschaftsministerium, dem späteren Ministerium für Wirtschaft und Verkehr des Landes Nordrhein-Westfalen ein. Dort wurde er im Jahre 1950 zum Ministerialdirigenten ernannt. Als solcher war er Leiter der Abteilung II/A (später III) (Gewerbliche Wirtschaft). 1951 beabsichtigte Hans Globke, ihn als Abteilungsleiter (Abteilung Z) in das Bundeskanzleramt zu holen, was nicht realisiert wurde. Als Abteilungsleiter im Wirtschaftsministerium sprach er sich bereits 1958 für das Tragen von Sturzhelmen beim Motorradfahren aus.
Hermann Arnold war bis zu seinem Tod Mitglied bzw. stellvertretender Vorsitzender mehrerer Aufsichtsräte. Im Alter von 56 Jahren starb er 1963.